# Hans-Grüninger-Gymnasium Markgröningen

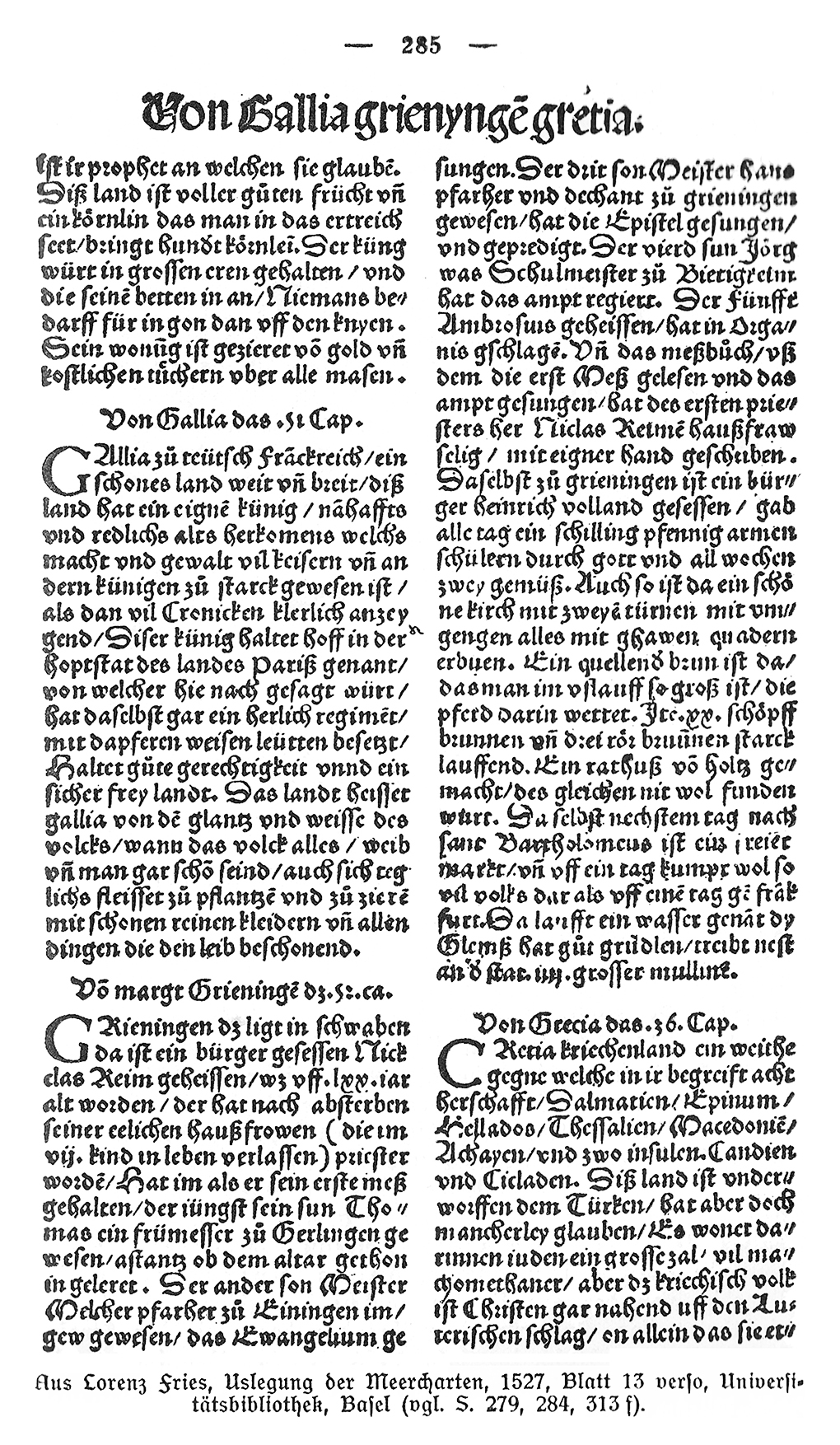
Einschub Grüningers bei Lorenz Fries über seine Heimatstadt Margt Grieningen

Das Hans-Grüninger-Gymnasium (HGG) ist ein im Jahr 1966 gegründetes Gymnasium in Markgröningen im baden-württembergischen Landkreis Ludwigsburg. Es ist benannt nach dem hier geborenen Buchdrucker und Verleger Johannes Reinhard, der sich nach seiner Heimatstadt Hans Grüninger nannte und die erste Beschreibung der einst Grüningen genannten Stadt in gedruckter Form veröffentlichte (siehe Bild). Vorläufer des HGG war die 1354 erstmals erwähnte und 1922 geschlossene Lateinschule Grüningen.
Die rund 600 Schüler stammen hauptsächlich aus Markgröningen selbst sowie den umliegenden Gemeinden Möglingen, Schwieberdingen, Hemmingen und Eberdingen. Unterrichtet werden sie von etwa 60 Lehrkräften.

## Konzept
Das Abitur nach zwölf Jahren (auch G8) wurde, wie an den meisten Gymnasien in Baden-Württemberg, zum Schuljahr 2004/2005 eingeführt.
Für die Schüler der 5. und 6. Klasse steht ein freiwilliges Ganztagsangebot zur Verfügung. Das dafür neugebaute Gebäude mit Mensa wurde am 10. Oktober 2009 offiziell eingeweiht. Der Mensabetrieb wird in Kooperation mit der LWV.Eingliederungshilfe und dem Behindertenheim Markgröningen durchgeführt.
Durch die Kooperation mit dem Helene-Lange-Gymnasium in Markgröningen kann das HGG in der Kursstufe 1 und 2 ein breites Angebot an Wahl-Kernfächern bieten.
Das Bildungszentrum, welches auch die Realschule Markgröningen einschließt, wurde ab 2012 für etwa 27 Millionen Euro saniert und zu einem modernen Bildungscampus entwickelt. Im Jahr 2014 wurde der neue Westbau eingeweiht, 2015 folgte der Ostbau. Im Jahr 2017 waren alle Gebäudeteile im Schulbetrieb integriert. Im April 2022 begann die Sanierung der älteren Sporthalle I des Bildungszentrums für etwa 2 Millionen Euro. Sie soll bis zum Sommer 2023 fertiggestellt werden.
Zum 40-jährigen Jubiläum der Schule, welches im Juli 2008 gefeiert wurde, war auch der damalige baden-württembergische Ministerpräsident Günther Oettinger anwesend.

## Partnerschulen
Das HGG hat drei Partnerschulen, zwei in Frankreich und eine in Italien:
- das Collège Antoine de Saint-Exupéry in Niort, Frankreich
- das Lycée Simone Signoret in Vaux-le-Pénil, Frankreich
- das Liceo Angelo Omodeo in Mortara, Italien

## Bekannte ehemalige Schüler
- Wilfried Porth (* 1959), Personalvorstand der Daimler AG (heute Mercedes-Benz Group).
- Sha (* 1979), Sängerin, eigentlich Grazia di Fresco.
- Ulrich Steinbach (* 1968), Politiker, absolvierte das Abitur in Markgröningen.